# Manokinak
La rivière Manokinak est un cours d'eau d'Alaska, aux États-Unis situé dans la région de recensement de Wade Hampton.

## Description
Située dans le delta du Yukon-Kuskokwim, elle est longue de 75 milles (121 km). C'est un défluent de la rivière rivière Kashunuk, qui coule en direction du sud-ouest jusqu'à la baie Hazen à mi-chemin entre les rivières Azun et Aphrewn.
Son nom eskimo, Manipiknak a été référencé en 1882 par E.W. Nelson.

## Sources
- (en) « Manokinak », Geographic Names Information System